# Liga del Norte de Coahuila 2016
La Temporada 2016 de la Liga del Norte de Coahuila fue la edición número 48 de la tercera etapa de este circuito. Tuvo como inicio el 10 de abril. Para este año hubo una reducción de 8 a 6 equipos, se mantienen los Carboneros de Nava, Mineros de Nueva Rosita, Rieleros GIMSA de Frontera y los Tuzos de Palaú, desaparecen los Agricultores de Morelos, Atléticos de Acuña, Nogaleros de Allende y Piratas de Sabinas. En su lugar entran los equipos de Yankees de Nuevo Laredo y Cardenales de Sabinas.
Los Rieleros GIMSA de Frontera se coronaron campeones por cuarto año consecutivo al derrotar en la Serie Final a los Tuzos de Palaú por 4 juegos a 3. El mánager campeón fue Luany Sánchez.

## Equipos participantes
| Liga del Norte de Coahuila 2016 |                         |                          |
| Equipo                          | Mánager                 | Sede                     |
| Carboneros de Nava              | Juan Martínez Gutiérrez | Nava, Coahuila           |
| Cardenales de Sabinas           | Mario García            | Sabinas, Coahuila        |
| Mineros de Nueva Rosita         | José Antonio Solís      | Nueva Rosita, Coahuila   |
| Rieleros GIMSA de Frontera      | Luany Sánchez           | Frontera, Coahuila       |
| Tuzos de Palaú                  | Ricardo Robles          | Palaú, Coahuila          |
| Yankees de Nuevo Laredo         | Ricardo Rangel          | Nuevo Laredo, Tamaulipas |

## Posiciones
- Actualizadas las posiciones al 19 de junio de 2016.

| Liga del Norte de Coahuila | Liga del Norte de Coahuila | Liga del Norte de Coahuila | Liga del Norte de Coahuila | Liga del Norte de Coahuila |
| Equipo                     | JG                         | JP                         | PCT                        | JV                         |
| -------------------------- | -------------------------- | -------------------------- | -------------------------- | -------------------------- |
| Palaú                      | 14                         | 6                          | .700                       | -                          |
| Frontera                   | 11                         | 9                          | .550                       | 3.0                        |
| Nueva Rosita               | 10                         | 10                         | .500                       | 4.0                        |
| Sabinas                    | 10                         | 10                         | .500                       | 4.0                        |
| Nava                       | 8                          | 12                         | .400                       | 6.0                        |
| Nuevo Laredo               | 7                          | 13                         | .350                       | 7.0                        |

| Clasificado a los playoffs |

## Playoffs
|  | Semifinales | Semifinales  | Semifinales |       |   | Final    | Final | Final |  |
|  |             |              |             |       |   |          |       |       |  |
|  |             |              |             |       |   |          |       |       |  |
|  | 3           | Nueva Rosita | 0           |       |   |          |       |       |  |
|  | 3           | Nueva Rosita | 0           |       |   |          |       |       |  |
|  | 2           | Frontera     | 4           |       |   |          |       |       |  |
|  | 2           | Frontera     | 4           |       | 2 | Frontera | 4     |       |  |
|  |             |              |             |       | 2 | Frontera | 4     |       |  |
|  |             |              | 1           | Palaú | 3 |          |       |       |  |
|  | 4           | Sabinas      | 1           | Palaú | 3 | 2        |       |       |  |
|  | 4           | Sabinas      |             |       |   | 2        |       |       |  |
|  | 1           | Palaú        | 4           |       |   |          |       |       |  |
|  | 1           | Palaú        | 4           |       |   |          |       |       |  |
|  |             |              |             |       |   |          |       |       |  |